# Funicolare di Montjuïc
La funicolare di Montjuïc di Barcellona unisce la città con la collina del Montjuïc e con le installazioni sportive qui situate. La linea della funicolare di Montjuïc è gestita da TMB ed è inclusa nel sistema della rete metropolitana di Barcellona.

## Storia
Fu inaugurata il 24 ottobre 1928, in occasione dell'Esposizione Universale di Barcellona del 1929. L'opera venne realizzata dall'ingegnere Emilio Echevarría mentre le stazioni furono progettate dall'architetto Ramon Reventós. La costruzione richiese 14 mesi di lavoro. Il 23 luglio del 1929 fu inaugurata una seconda tratta dall'Avinguda de l'Estadi fino al Castello di Montjuïc, tratta che fu poi soppressa e sostituita dalla teleferica del Montjuïc. Al momento dell'inaugurazione, era la teleferica più lunga d'Europa.
Tra il 1981 e il 1984 fu soggetta a importanti lavori di ristrutturazione generale e a luglio 1984 venne riaperto il tratto inferiore (quello tuttora in esercizio) mentre fu definitivamente soppresso il tratto terminale dall'Avinguda dell'Estadi al Castello.
Nel 1992 in occasione dei Giochi olimpici venne rinnovato il tratto inferiore; nel 2005 è stata ulteriormente ristrutturata e rinnovata.

## Percorso
Il percorso della funicolare si sviluppa per 758 m su un dislivello di 76 m. La stazione bassa, detta Paral·lel, è quella vicina al centro della città ed è situata a 4 m sopra il livello del mare, lungo l'Avinguda del Paral·lel, da cui prende il nome. La stazione serve anche come interscambio con le linee L2 e L3 della metropolitana di Barcellona.
La stazione alta, detta di Parc de Montjuïc, è situata sull'Avinguda de l'Estadi, ad un'altezza di 80 m sopra il livello del mare e a breve distanza dalla stazione bassa della teleferica del Montjuïc che ne rappresenta il completamento. La maggior parte del percorso è coperta, tranne gli ultimi metri prima di arrivare alla stazione alta.